# Sigge Oscarsson
Sigvard (Sigge) Oscarsson, född 21 november 1910 i Sunne socken, Jämtland, död 4 september 1980 i Östersund, var en svensk lantbrukare och kommunpolitiker.
Sigge Oscarsson var son till lantbrukaren Oscar Jonsson. Han var 1934-1935 elev vid Torsta lantmannaskola i Rödöns socken och blev kort därefter ägare till en skogs- och jordbruksfastighet i Lits socken. Han var från 1943 ledamot av kommunalfullmäktige i Lits landskommun och dess ordförande 1945-1970. Han var ledamot av styrelsen för Jämtlands länsförbund av Riksförbundet Landsbygdens folk (RLF) 1947-1972 och ordförande där 1970-1971, ledamot av RLF:s centralstyrelse 1950-1970, tillförordnad förbundsordförande i RLF 1964-1965, förbundsordförande där 1965-1970 och ordförande i Lantbrukarnas riksförbund 1971-1972. Oscarsson var även ordförande i Jämtlands läns skogsvårdsstyrelse 1956-1973, sakkunnig i 1957 års skatteutredning 1957-1958, ledamot av 1958 års jordlagsutredning 1958-1968, ledamot av skattesystemutredningen 1960-1965, ledamot av 1960 års jordbruksutredning 1964-1966, ledamot av Allmänna pensionsfondens tredje fondstyrelse, ordförande i Norrlands hypoteksförening 1966-1970, ledamot av Jämtlands läns landsting 1967-1970, ledamot av styrelsen för Trygg-Hansa 1969-1975 och för Sveriges allmänna hypoteksbank 1970-1974. Han blev 1966 ledamot av Kungliga Lantbruksakademien.